# Shannonomyia permonstrata
Shannonomyia permonstrata är en tvåvingeart som först beskrevs av Alexander 1935.  Shannonomyia permonstrata ingår i släktet Shannonomyia och familjen småharkrankar.
Artens utbredningsområde är Venezuela. Inga underarter finns listade i Catalogue of Life.